# The ID
The ID – album solowy Macy Gray wydany w 2001 roku.

## Lista utworów
1. "Relating to a Psychopath" (Macy Gray, Jeremy Ruzumna, David Wilder, Darryl Swann) – 4:48
2. "Boo" (Gray, Ruzumna, Wilder, Swann, Victor Indrizzo, Zac Rae) – 4:25
3. "Sexual Revolution" (Gray, Ruzumna, Wilder, Swann) – 4:45
4. "Hey Young World Part 2" (Slick Rick) (Gray, Ricky Walters, Dante Beze, Lamont Dorrell, Charles Singleton, Eddie Snyder) – 4:03
5. "Sweet Baby" (Erykah Badu) (Gray, Joe Solo) – 3:49
6. "Harry" (Gray) – 3:10
7. "Gimme All Your Lovin' or I Will Kill You" (Gray, Ruzumna, Swann, Arik Marshall, Rita Marley) – 4:45
8. "Don't Come Around" (featuring Sunshine Anderson) (Gray, Ruzumna) – 4:37
9. "My Nutmeg Phantasy" (featuring Angie Stone and Mos Def) (Gray, Swann, Keith Ciancia, Finn Hammer, Lonnie Marshall, Tom Ralls) – 4:55
10. "Freak Like Me" (Gray, Swann, Gary Zekley, Eric Hord) – 3:38
11. "Oblivion" (Gray) – 2:49
12. "Forgiveness" (Gray, Swann, Hoyt Axton) – 5:17
13. "Blowin' Up Your Speakers" (Gray, Swann) – 1:08
14. "Shed" (utwór ukryty) – 4:17

## Skład
- Macy Gray – wokal, wokal wspierający
- Stephanie Alexander – wokal wspierający
- Sunshine Anderson – wokal
- Issiah J. Avila – perkusja
- Erykah Badu – wokal
- Marina Bambino – perkusja, wokal wspierający
- Steve Baxter – puzon
- Dawn Beckman – wokal wspierający
- Printz Board – róg, trąbka, wokal wspierający
- Dustin Boyer – gitara
- Tim Carmon – organy
- Davey Chedwiggen – perkusja
- Keith Ciancia – syntezator
- Marc Cross – wokal wspierający
- Brian J. Durack – organy
- DJ Kiilu
- Mike Elizondo – gitara basowa
- Fannie Franklin – wokal wspierający
- Herb Graham, Jr. – perkusja
- Victor Indrizzo – perkusja
- Tim Izo – saksofon, klarnet, flet, wokal wspierający
- Darren Johnson – pianino
- Gabby Lang
- Jinsoo Lim – gitara
- Jane Lopez – wokal wspierający
- Arik Marshall – gitara
- Lonnie "Meganut" Marshall – gitara basowa
- Mos Def – wokal
- Dion Murdock – perkusja
- Audra Nishita – wokal wspierający
- Billy Preston – organy, klawikord
- Zac Rae – organ, syntezator, klarnet, pianino, gitara, syntezator
- Tom Ralls – puzon
- Thom Russo – wokal wspierający
- Jeremy Ruzumna – organy, syntezator, pianino, klawikord, syntezator
- Raphael Saadiq – gitara
- Jim Sitterly – wiolonczela
- Slick Rick – wokal
- Sy Smith – wokal wspierający
- Angie Stone – wokal
- Darryl Swann – gitara, perkusja, wokal wspierający
- Ahmir "?uestlove" Thompson – perkusja
- Frank Walker – perkusja
- Lejon Walker – wokal wspierający
- Tracy Wannamoe – klarnet
- Latina Webb – wokal wspierający
- David Wilder – gitara basowa
- Pamela Williams –wokal wspierający
- James Wooten – organy
- Ericka Yancey – wokal wspierający

## Listy przebojów
| Chart (2001)                          | Peak position |
| ------------------------------------- | ------------- |
| Australian ARIA Albums Chart          | 3             |
| Austrian Albums Chart                 | 7             |
| Belgian Ultratop 50 Albums (Flanders) | 8             |
| Belgian Ultratop 50 Albums (Wallonia) | 7             |
| Canadian Albums Chart                 | 6             |
| Danish Albums Chart                   | 1             |
| European Top 100 Albums               | 2             |
| Finnish Albums Chart                  | 8             |
| French SNEP Albums Chart              | 25            |
| German Albums Chart                   | 10            |
| Irish Albums Chart                    | 7             |
| Italian FIMI Albums Chart             | 4             |

| Chart (2001)                          | Peak position |
| ------------------------------------- | ------------- |
| New Zealand RIANZ Albums Chart        | 7             |
| Norwegian Albums Chart                | 8             |
| Polish Albums Chart                   | 7             |
| Swedish Albums Chart                  | 14            |
| Swiss Albums Chart                    | 4             |
| UK Albums Chart                       | 1             |
| U.S. Billboard 200                    | 11            |
| U.S. Billboard Top R&B/Hip-Hop Albums | 9             |
| U.S. Billboard Top Internet Albums    | 5             |
| Chart (2003)                          | Peak position |
| Dutch Albums Chart                    | 13            |

## Historia wydania
| Kraj              | Data wydania     | Wytwórnia płytowa |
| ----------------- | ---------------- | ----------------- |
| United Kingdom    | 17 września 2001 | Sony              |
| Stany Zjednoczone | 18 września 2001 | Epic              |
| Japan             | 19 września 2001 | Epic              |